# Averrhoidium spondioides
Averrhoidium spondioides là một loài thực vật có hoa trong họ Bồ hòn. Loài này được (Standl.) Acev.-Rodr. & Ferrucci mô tả khoa học đầu tiên năm 1998.